# Gapennes
Gapennes és un municipi francès situat al departament del Somme i a la regió dels Alts de França. L'any 2007 tenia 247 habitants.

## Demografia

### Població

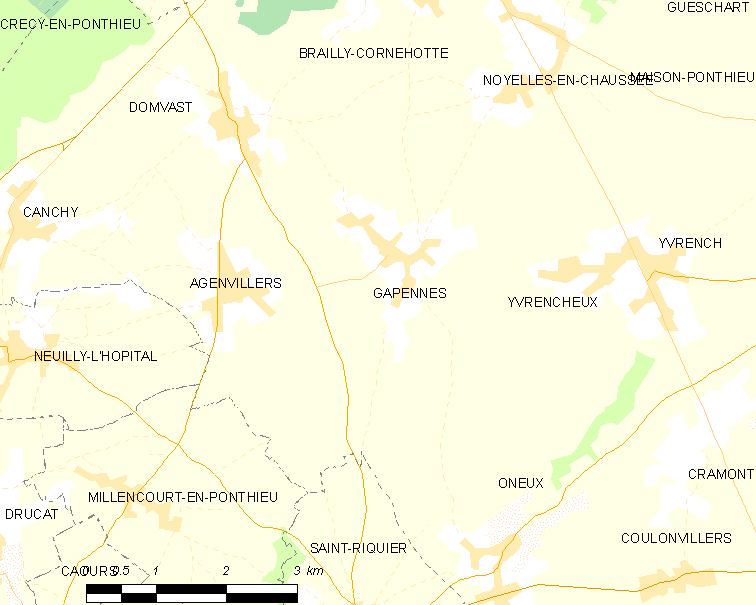

El 2007 la població de fet de Gapennes era de 247 persones. Hi havia 100 famílies de les quals 24 eren unipersonals (8 homes vivint sols i 16 dones vivint soles), 28 parelles sense fills, 40 parelles amb fills i 8 famílies monoparentals amb fills.

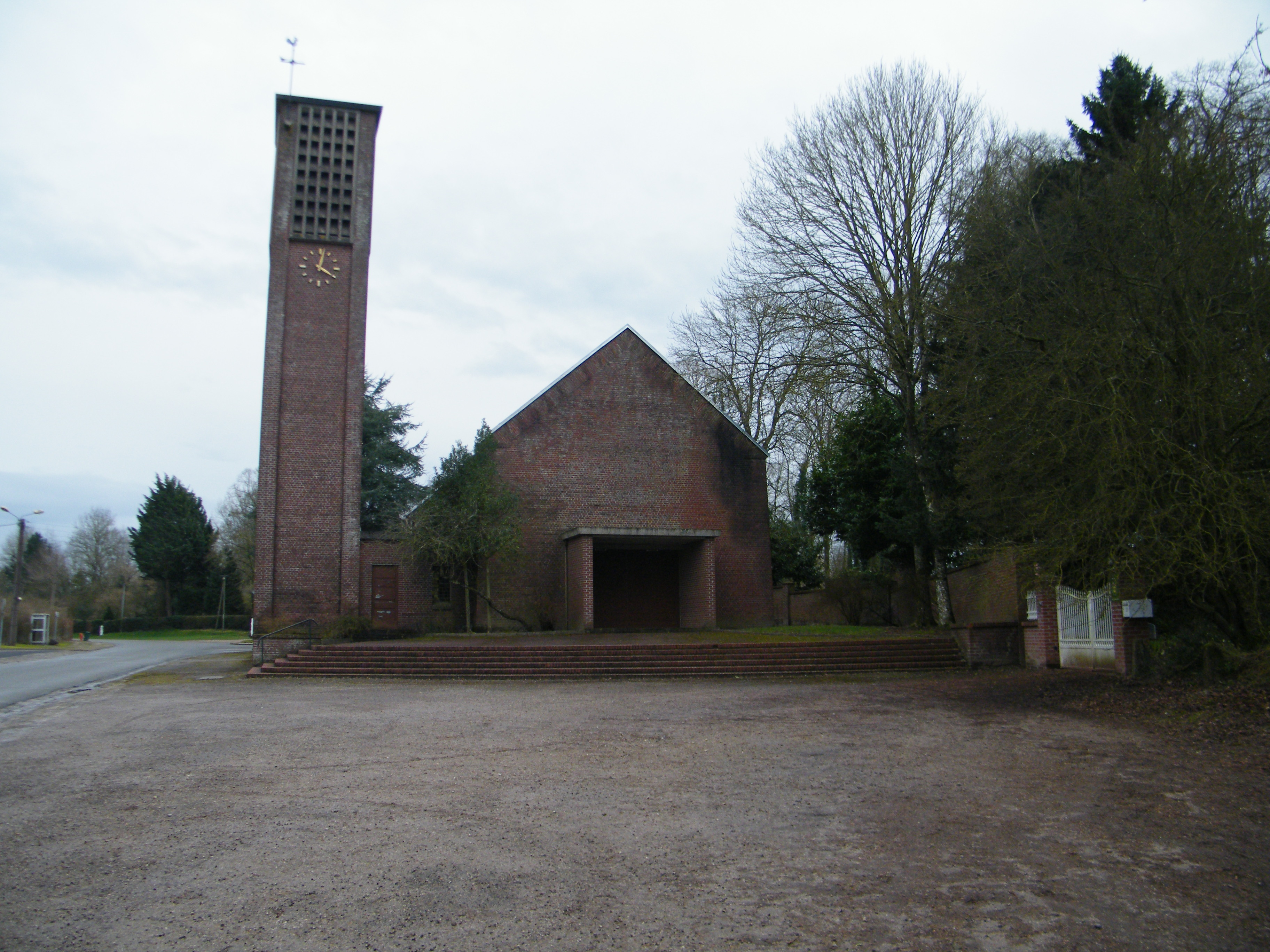

La població ha evolucionat segons el següent gràfic:
Habitants censats

### Habitatges
El 2007 hi havia 135 habitatges, 102 eren l'habitatge principal de la família, 22 eren segones residències i 11 estaven desocupats. Tots els 130 habitatges eren cases. Dels 102 habitatges principals, 82 estaven ocupats pels seus propietaris, 15 estaven llogats i ocupats pels llogaters i 5 estaven cedits a títol gratuït; 1 tenia una cambra, 2 en tenien dues, 12 en tenien tres, 28 en tenien quatre i 59 en tenien cinc o més. 102 habitatges disposaven pel capbaix d'una plaça de pàrquing. A 54 habitatges hi havia un automòbil i a 35 n'hi havia dos o més.

### Piràmide de població
La piràmide de població per edats i sexe el 2009 era:
| Homes | Edats   | Dones |
| ----- | ------- | ----- |
| 0     | 95 o +  | 4     |
| 4     | 90 a 94 | 0     |
| 8     | 85 a 89 | 8     |
| 0     | 80 a 84 | 12    |
| 0     | 75 a 79 | 4     |
| 4     | 70 a 74 | 12    |
| 4     | 65 a 69 | 4     |
| 4     | 60 a 64 | 16    |
| 8     | 55 a 59 | 0     |
| 16    | 50 a 54 | 12    |
| 4     | 45 a 49 | 0     |
| 16    | 40 a 44 | 4     |
| 0     | 35 a 39 | 8     |
| 12    | 30 a 34 | 8     |
| 0     | 25 a 29 | 4     |
| 12    | 20 a 24 | 0     |
| 4     | 15 a 19 | 4     |
| 0     | 10 a 14 | 12    |
| 8     | 5 a 9   | 4     |
| 0     | 0 a 4   | 4     |

## Economia

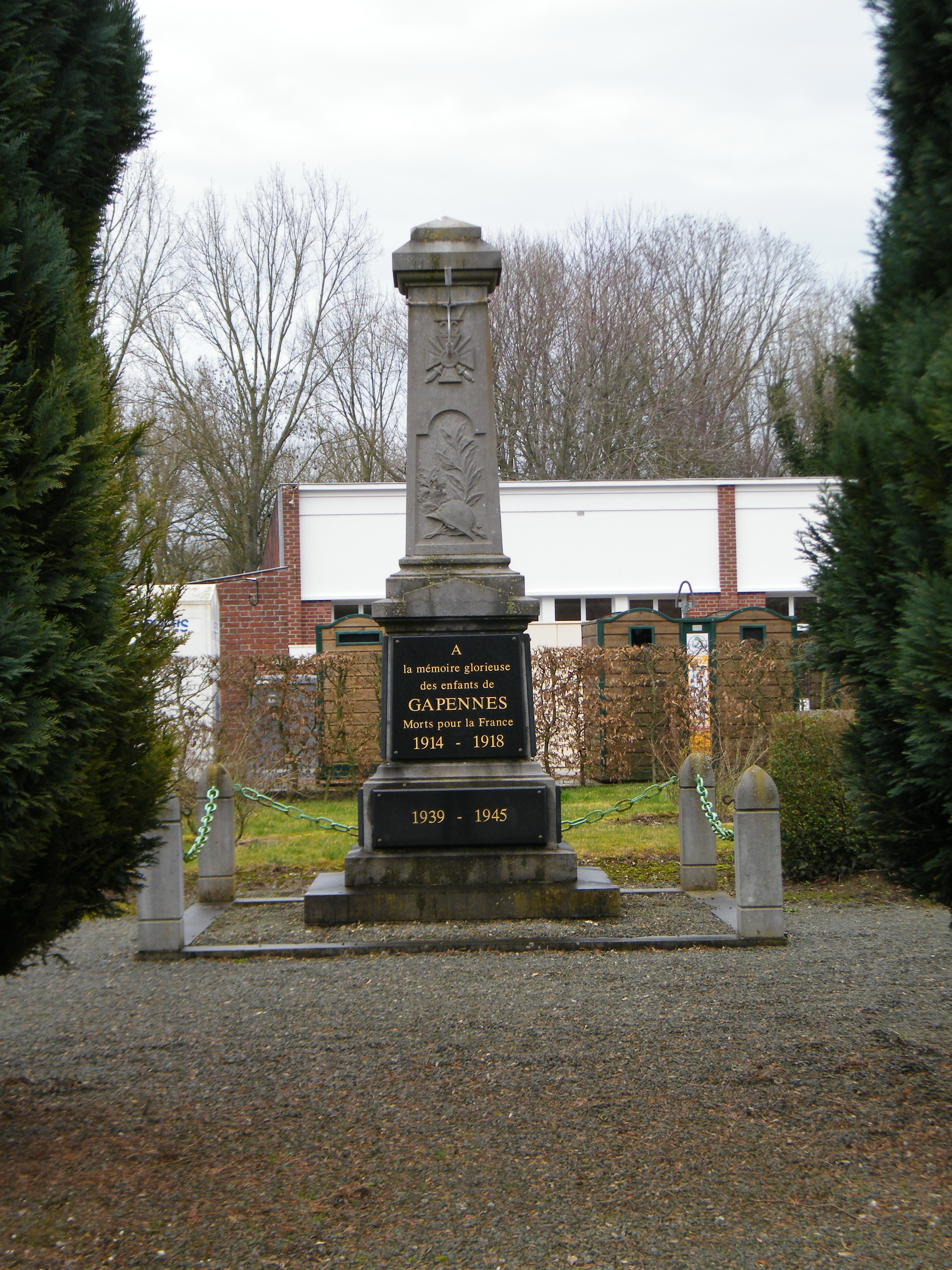

El 2007 la població en edat de treballar era de 157 persones, 105 eren actives i 52 eren inactives. De les 105 persones actives 97 estaven ocupades (56 homes i 41 dones) i 8 estaven aturades (6 homes i 2 dones). De les 52 persones inactives 22 estaven jubilades, 14 estaven estudiant i 16 estaven classificades com a «altres inactius».

### Ingressos
El 2009 a Gapennes hi havia 97 unitats fiscals que integraven 245 persones, la mediana anual d'ingressos fiscals per persona era de 17.180 €.

### Activitats econòmiques
Dels 8 establiments que hi havia el 2007, 1 era d'una empresa alimentària, 1 d'una empresa de fabricació d'altres productes industrials, 1 d'una empresa de construcció, 1 d'una empresa de comerç i reparació d'automòbils, 1 d'una empresa d'informació i comunicació, 1 d'una empresa financera, 1 d'una empresa de serveis i 1 d'una empresa classificada com a «altres activitats de serveis».
L'únic servei als particulars que hi havia el 2009 era una fusteria.
L'any 2000 a Gapennes hi havia 18 explotacions agrícoles que ocupaven un total de 1.001 hectàrees.

## Poblacions més properes
El següent diagrama mostra les poblacions més properes.